# 62 (عدد)
62 (الثانية والستين) هو عدد طبيعي يلي العدد 61 ويسبق العدد 63.